# サタデージャングル・サンデージャングル
『サタデージャングル・サンデージャングル』は、土曜日は『サタデージャングル』として1995年10月7日に、日曜日は『サンデージャングル』として1995年10月8日にスタートして、テレビ朝日系列で放送された番組である。

## 概要
前番組の『フロンティア』同様、週末のニュースとスポーツも伝えつつ、ワイドショーや、トレンド（流行）をも紹介した。
1997年10月より、それまで土曜日の18時台に放送していた『検証ドキュメンタリー ザ・スクープ』が本番組の時間帯に移動したため、「サタデー」のみ終了、以降は「サンデー」のみの放送となる。なお、麻木は引き続き「スクープ」のキャスターとして続投した為、「サンデー」と合わせて2日連続の生出演となった。
2001年3月25日で最終回を迎えた。後番組はスポーツニュースを中心に据えた『ベストポジションSPORTS』であり、麻木はメインキャスターとして続投した。

## 出演者

### メインキャスター・コーナー担当
| 期間 | 期間      | メインキャスター | メインキャスター | スポーツ     | スポーツ  | ニュース・情報 | ニュース・情報 |
| 期間 | 期間      | 土               | 日               | 土           | 日        | 土             | 日             |
| --- | --------- | ---------------- | ---------------- | ------------ | --------- | -------------- | -------------- |
| 1995.10.7 | 1996.3    | 麻木久仁子1      | 麻木久仁子1      | 飯村真一     | 飯村真一  | 榊原知子       | 榊原知子       |
| 1996.4 | 1996.9    | 麻木久仁子1      | 麻木久仁子1      | 飯村真一     | 飯村真一  | 高橋真紀子     | 高橋真紀子     |
| 1996.10 | 1997.3    | 麻木久仁子1      | 麻木久仁子1      | 飯村真一1    | 中山貴雄2 | 高橋真紀子     | 高橋真紀子     |
| 1997.4 | 1997.6    | 麻木久仁子1      | 麻木久仁子1      | 飯村真一1    | 中山貴雄2 | 萩野志保子     | 吉元潤子       |
| 1997.7 | 1997.9.28 | 麻木久仁子1      | 麻木久仁子1      | 飯村真一1    | 中山貴雄2 | 萩野志保子     | 萩野志保子     |
| 1997.10.5 | 1998.9    | （放送終了）     | 麻木久仁子1・3   | （放送終了） | 中山貴雄2 | （放送終了）   | 池田笑子       |
| 1998.10 | 2000.3.26 | （放送終了）     | 麻木久仁子1・3   | （放送終了） | 中山貴雄2 | （放送終了）   | 野村真季       |
| 2000.4.2 | 2001.3.25 | （放送終了）     | 麻木久仁子1・3   | （放送終了） | 中山貴雄2 | （放送終了）   | 萩野志保子4    |
| - 1 『検証ドキュメンタリー ザ・スクープ』も続投。麻木は同番組を兼務。 - 2 昼の『ANNニュース』を兼務。 - 3 『ベストポジションSPORTS』も続投。 - 4 『速報!スポーツCUBE』リポーターを兼務。 |           |                  |                  |              |           |                |                |

### 土曜日のみの出演者
- 佐々木修[注 1]
- 松村邦洋[注 2]
- 黒鉄ヒロシ[1][注 3]
- 梨元勝[注 4]
- 大野まりな[注 4]

### 日曜日のみの出演者
- 中居正広[注 5]（当時SMAP）
- 鳥越俊太郎[注 6]（『ザ・スクープ』総合司会）

## 放送時間
※すべて日本時間、放送分は55分。
| 期間      | 期間      | 土曜日         | 日曜日         |
| --------- | --------- | -------------- | -------------- |
| 1995.10.7 | 1996.9    | 23:00 - 23:55  | 23:00 - 23:55  |
| 1996.10   | 1997.9.27 | 23:58 - 翌0:53 | 23:00 - 23:55  |
| 1997.10.4 | 1999.3    | （放送終了）   | 23:00 - 23:55  |
| 1999.4    | 2001.3.25 | （放送終了）   | 23:30 - 翌0:25 |

## ネット局
当番組は、前番組の『フロンティア』やそれ以前と同様にANNのフルネット局のみで放送され、他系列とのクロスネット局では一切放送されなかった。
| 放送対象地域  | 放送局           | 系列           | 備考               |
| ------------- | ---------------- | -------------- | ------------------ |
| 関東広域圏    | テレビ朝日       | テレビ朝日系列 | 制作局             |
| 北海道        | 北海道テレビ     | テレビ朝日系列 |                    |
| 青森県        | 青森朝日放送     | テレビ朝日系列 |                    |
| 岩手県        | 岩手朝日テレビ   | テレビ朝日系列 | 1996年10月開局から |
| 宮城県        | 東日本放送       | テレビ朝日系列 |                    |
| 秋田県        | 秋田朝日放送     | テレビ朝日系列 |                    |
| 山形県        | 山形テレビ       | テレビ朝日系列 |                    |
| 福島県        | 福島放送         | テレビ朝日系列 |                    |
| 新潟県        | 新潟テレビ21     | テレビ朝日系列 |                    |
| 長野県        | 長野朝日放送     | テレビ朝日系列 |                    |
| 静岡県        | 静岡朝日テレビ   | テレビ朝日系列 |                    |
| 石川県        | 北陸朝日放送     | テレビ朝日系列 |                    |
| 中京広域圏    | 名古屋テレビ     | テレビ朝日系列 |                    |
| 近畿広域圏    | 朝日放送         | テレビ朝日系列 | 現：朝日放送テレビ |
| 広島県        | 広島ホームテレビ | テレビ朝日系列 |                    |
| 山口県        | 山口朝日放送     | テレビ朝日系列 |                    |
| 香川県 岡山県 | 瀬戸内海放送     | テレビ朝日系列 |                    |
| 愛媛県        | 愛媛朝日テレビ   | テレビ朝日系列 |                    |
| 福岡県        | 九州朝日放送     | テレビ朝日系列 |                    |
| 長崎県        | 長崎文化放送     | テレビ朝日系列 |                    |
| 熊本県        | 熊本朝日放送     | テレビ朝日系列 |                    |
| 大分県        | 大分朝日放送     | テレビ朝日系列 |                    |
| 鹿児島県      | 鹿児島放送       | テレビ朝日系列 |                    |
| 沖縄県        | 琉球朝日放送     | テレビ朝日系列 |                    |

## 番組テーマ曲
（2005年5月17日時点での情報を掲載。）

### オープニング
- 初代 「ain't nobody there」久保田利伸
- 2代目 「Hi-Ho」hide
- 3代目 「赤いタンバリン」BLANKEY JET CITY
- 4代目 「月明かりに照らされて」山崎まさよし
- 5代目 「真夜中のヒーロー」エレファントカシマシ
- 6代目 「SEASIDE JET CITY」BLANKEY JET CITY

### エンディング
- 初代 「just the two of us」久保田利伸
- 2代目 「GOOD BYE」 hide
- 3代目 「SLEEPER」FANATIC◇CRISIS
- ?代目 「With-you」La'cryma Christi
- ?代目 「スペース マン」THE SPACE COWBOYS
- ?代目 「Virgin」SHAZNA
- ?代目 「冬東京」LAREINE
- ?代目 「このままで」SOUL LOVERS
- ?代目 「ストロベリーティアーズ」iyiyim